# Quercus chrysotricha
Quercus chrysotricha — вид рослин з родини Букові (Fagaceae); поширений на о. Борнео.

## Опис
Дерево може досягати 15 м у висоту. Кора рівна або борозниста, укрита тонкими пластинами. Молоді гілочки вкрита густим, золотистим запушенням з простих волосків, ± гладкі. Листки 2–5 × 1–3 см, шкірясті але тонкі; оберненояйцюваті, еліптичні або овальні; верхівка тупа, округла або округло вирізана; основа звужена, тупа або гостра, часто асиметрична; краї цілі; молоде листя з золотистим запушенням; зрілі листки гладкі з обох боків, крім знизу біля основи середньої жилки; ніжка листка товста, гола, зверху плоска, до 0.3 см завдовжки. Чоловічі сережки завдовжки 2 см, малоквіткові, густо золотисто-коричнево запушені; чоловічі квітки 3 разом. Жолудь завдовжки 1.5–2 см, яйцювато-конічний, запушений; чашечка жолудя конічна з 6–7 гладкими кільцями.

## Середовище проживання
Ендемік штату Саравак (Малайзія), зокрема на горі Дуліт. Зростає у змішаних і відкритих і закритих мохових лісах. Висота зростання: 1200–1300 м.

## Використання
Ліси, в яких росте Q. chrystoricha, підлягають місцевій заготівлі для житла, будівництва та дров.

## Загрози
Оскільки лісозаготівлі в регіоні збільшуються, лісам у майбутньому може загрожувати небезпека.